# Aka Akasaka
Aka Akasaka (赤坂 アカ, Akasaka Aka, nascut el 29 d'agost de 1988) és un artista i escriptor de manga japonès conegut sobretot per les sèries Kaguya-sama: Love Is War i Oshi no Ko.

## Biografia
Akasaka va contribuir a crear els fons del videojoc de la novel·la visual Wonderful Everyday, llançat al Japó el 2010. La seva sèrie Kaguya-sama: Love Is War es va serialitzar a la revista Miracle Jump de Shueisha entre maig de 2015 i gener de 2016, i després va continuar a Weekly Young Jump, a partir de març de 2016. Va ser el 9è manga més venut al Japó el 2019, amb més de 4 milions de còpies venudes. El 2020, va guanyar el 65è Shogakukan Manga Award en la categoria general de manga. A partir de l'abril de 2020, la seva obra Oshi no Ko, que està il·lustrada per Mengo Yokoyari, es publica a Weekly Young Jump, convertint-se en la seva segona sèrie publicada paral·lelament. L'agost de 2021, Oshi no Ko va guanyar el Next Manga Award en la categoria d'impressió.
Després del final de Kaguya-sama, Akasaka va anunciar el 3 de novembre de 2022 que es retiraria del dibuix manga per centrar-se en l'escriptura.
L'abril de 2023, Akasaka va llançar un nou manga, Renai Daikō, que està il·lustrat per Nishizawa 5 mm.

## Obres

### Manga
- Sayonara Piano Sonata (さよならピアノソナタ) (2011–2012, guió de Hikaru Sugii, disseny dels personatges de Ryō Ueda)
- Ib: Instant Bullet (ib －インスタントバレット－) (2013–2015).[8]
- Kaguya-sama: Love Is War (かぐや様は告らせたい ～天才たちの恋愛頭脳戦～) (2015–2022)
- Oshi no Ko (【推しの子】) (2020–2024, il·lustracions de Mengo Yokoyari)
- Renai Daikō (恋愛代行) (2023–2024, il·lustracions de Nishizawa 5mm)[9]

### Videojocs
- Wonderful Everyday (disseny dels fons)

## Premis i nominacions
| Any  | Premi                       | Categoria                          | Nominat                  | Resultat        | Ref    |
| ---- | --------------------------- | ---------------------------------- | ------------------------ | --------------- | ------ |
| 2015 | Next Manga Award            | Manga I Want to Sell in the Future | Ib: Instant Bullet       | 13è classificat | [ 10 ] |
| 2017 | Next Manga Award            | Print Manga                        | Kaguya-sama: Love Is War | Guanyador       | [ 11 ] |
| 2020 | Shogakukan Manga Award      | General Manga                      | Kaguya-sama: Love Is War | Guanyador       | [ 12 ] |
| 2020 | BookWalker Awards           | Grand Prize                        | Kaguya-sama: Love Is War | Guanyador       | [ 13 ] |
| 2021 | Manga Taishō                | -                                  | Oshi no Ko               | 5è classificat  | [ 14 ] |
| 2021 | Next Manga Award            | Print Manga                        | Oshi no Ko               | Guanyador       | [ 15 ] |
| 2022 | Shogakukan Manga Award      | General Manga                      | Oshi no Ko               | Nominat         | [ 16 ] |
| 2022 | Tezuka Osamu Cultural Prize | Grand Prize                        | Oshi no Ko               | Nominat         | [ 17 ] |
| 2022 | Manga Taishō                | -                                  | Oshi no Ko               | 8è classificat  | [ 18 ] |
| 2022 | Kodansha Manga Award        | General Manga                      | Oshi no Ko               | Nominat         | [ 19 ] |